# Break My Heart (single van Rondé)
Break My Heart is een nummer van de Nederlandse indiepopband Rondé uit 2023. Het is de vierde single van hun gelijknamige EP.

## Achtergrondinformatie
Het nummer is iets steviger dan eerdere nummers van Rondé en neigt meer naar de tradionele rock dan de indierock die de band eerder maakte. De tekst gaat over de les die getrokken kan worden uit liefdesverdriet. Frontvrouw Rikki Borgelt haalde haar inspiratie voor de tekst uit een video die ze zag, waarin een man zei dankbaar te zijn voor iedere keer dat zijn hart was gebroken. "Hij noemde het dan ook niet een heartbreak, maar een heartshape. Iedere break-up vormt je op een andere wijze en stoomt je klaar voor het echte werk. Dat vond ik een heel mooi gegeven. De pijn en verdriet van iets dat niet werkt, mag er zeker zijn, maar je mag ook blij zijn met wat je hebt meegemaakt en geleerd, met de wetenschap dat je er sterker uitkomt", aldus Borgelt. Volgens Borgelt is het nummer dan ook een ode aan iedereen die haar hart heeft gebroken.
"Break My Heart" werd een grote hit in Nederland en was in augustus 2023 de meest gedraaide plaat op de Nederlandse radio. Het nummer bereikte de 9e positie in de Nederlandse Top 40.

## Tracklijst
Muziekdownload
1. "Break My Heart" - 3:09